# The Liberation Tour
The Liberation Tour è stato un tour della cantante Christina Aguilera, a supporto dell'album Liberation (2018).
Ha coinvolto solo gli Stati Uniti, iniziando a Hollywood il 25 settembre 2018 e concludendosi a Saint Petersburg il 13 novembre dello stesso anno. Si è trattato del suo primo tour dopo 10 anni, quando si era esibita nel Back to Basics Tour (2006/2008).

## Storia

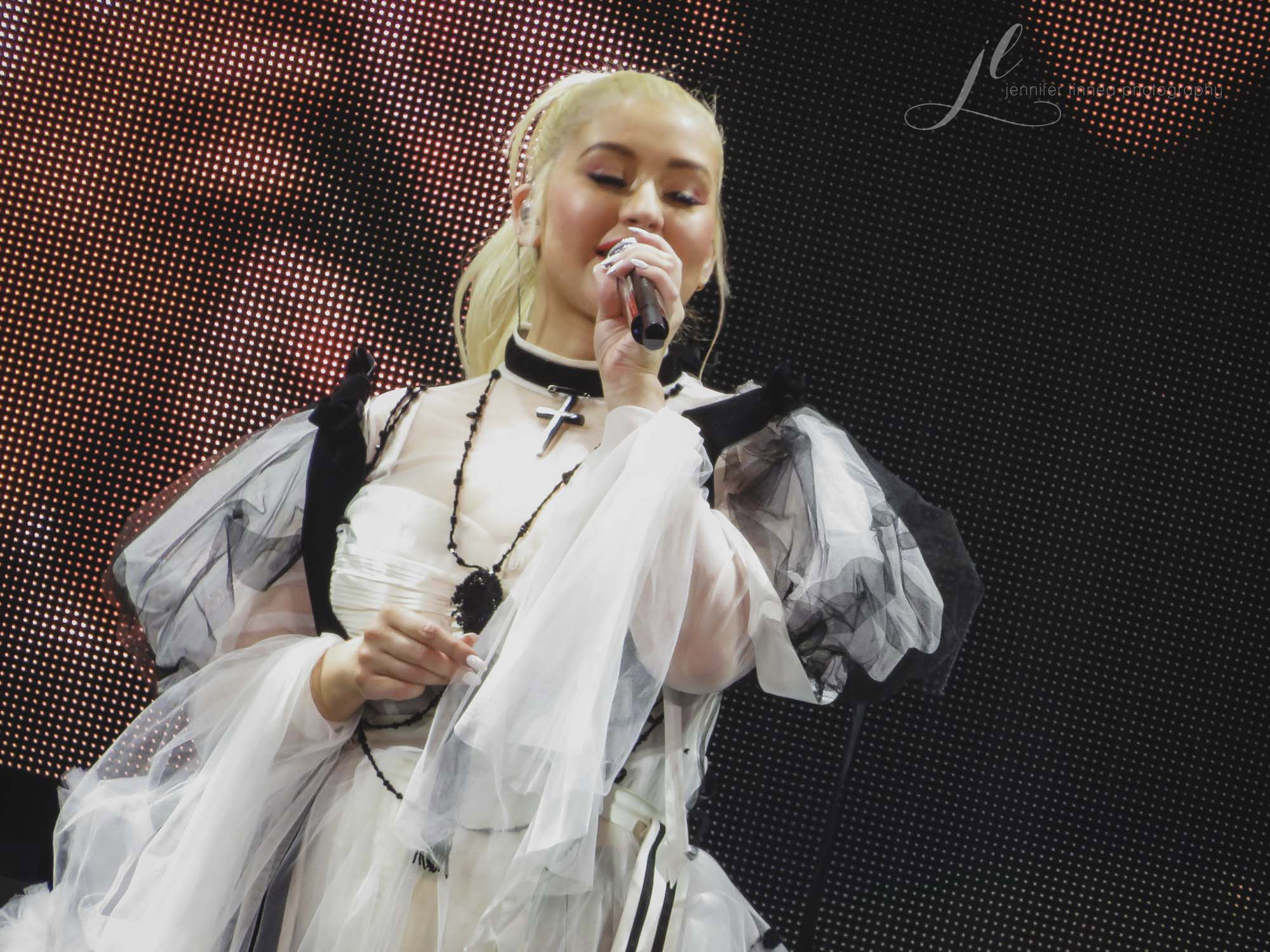
Christina Aguilera durante lo show

Il tour venne annunciato poco dopo l'uscita dell'album Liberation. Qualche settimana prima che partisse, Christina domandò ai suoi fans quali canzoni avrebbero voluto che venissero inserite nella scaletta. 
Lanciò anche un sito chiamato Liberate Your Love, dove i fan che avrebbero partecipato al tour avrebbero potuto scrivere le loro storie d'amore. La tournée è iniziata il 25 settembre 2018 da Hollywood, un comune della Florida. 
Inizialmente, la cantante avrebbe dovuto annunciare anche delle date europee, ma il tutto venne sospeso per via di The Xperience, il suo primo residency show a Las Vegas. Christina però, poco dopo l'annuncio di quest'ultimo, diffuse la notizia di un ulteriore tour comprendente, appunto, l'Europa, ossia The X Tour.

## Scaletta
Questa è la scaletta relativa alla data di New York, il 4 ottobre 2018, non di tutte le date del tour:
Liberation/Searching for Maria (intro)
1. Maria
2. Genie in a Bottle

The Queen is Back (video interlude)
1. Dirrty
2. Sick of Sittin
3. What a Girl Wants / Come on Over Baby (All I Want Is You)
4. Keep On Singin' My Song
5. Can't Hold Us Down

Right Moves (video interlude)
1. Deserve
2. Accelerate
3. Elastic Love / Woohoo / Bionic (contiene elementi di Not Myself Tonight)
4. Express (dance break) / Lady Marmalade

Back in the Day (instrumental interlude)
1. Ain't No Other Man

Wonderland (video interlude)
1. Say Something
2. It's a Man's Man's Man's World
3. Fighter

Dreamers (video interlude)
1. Fall in Line
2. Twice
3. Beautiful
4. Unless It's With You
5. Let There Be Love

### Variazioni
- Non sempre vennero eseguiti il medley What a Girl Wants / Come on Over Baby (All I Want Is You) e il brano Keep On Singin' My Song.
- Nella data di Phoenix, il 29 ottobre 2018, Fall in Line e Twice non vennero eseguite a causa di problemi di tempo.

## Date
| Data              | Città            | Stato        | Luogo                                 |
| Nord America      | Nord America     | Nord America | Nord America                          |
| ----------------- | ---------------- | ------------ | ------------------------------------- |
| 25 settembre 2018 | Hollywood        | Stati Uniti  | Hard Rock Live                        |
| 28 settembre 2018 | Atlantic City    | Stati Uniti  | Etess Arena                           |
| 30 settembre 2018 | Oxon Hill        | Stati Uniti  | MGM National Harbor                   |
| 3 ottobre 2018    | New York         | Stati Uniti  | Radio City Music Hall                 |
| 4 ottobre 2018    | New York         | Stati Uniti  | Radio City Music Hall                 |
| 6 ottobre 2018    | Uncasville       | Stati Uniti  | Mohegan Sun Arena                     |
| 8 ottobre 2018    | Boston           | Stati Uniti  | Wang Theatre                          |
| 16 ottobre 2018   | Chicago          | Stati Uniti  | Chicago Theatre                       |
| 17 ottobre 2018   | Chicago          | Stati Uniti  | Chicago Theatre                       |
| 19 ottobre 2018   | Denver           | Stati Uniti  | Pepsi Center                          |
| 22 ottobre 2018   | Oakland          | Stati Uniti  | Paramount Theatre                     |
| 26 ottobre 2018   | Los Angeles      | Stati Uniti  | Greek Theatre                         |
| 27 ottobre 2018   | Las Vegas        | Stati Uniti  | The Colosseum at Caesars Palace       |
| 29 ottobre 2018   | Phoenix          | Stati Uniti  | Comerica Theatre                      |
| 1º novembre 2018  | Sugar Land       | Stati Uniti  | Smart Financial Centre                |
| 3 novembre 2018   | Thackerville     | Stati Uniti  | WinStar World Casino and Resort       |
| 4 novembre 2018   | Tulsa            | Stati Uniti  | Paradise Cove at Spirit Resort Casino |
| 6 novembre 2018   | Saint Louis      | Stati Uniti  | Stifel Theatre                        |
| 9 novembre 2018   | New Orleans      | Stati Uniti  | Saenger Theatre                       |
| 11 novembre 2018  | Atlanta          | Stati Uniti  | Fox Theatre                           |
| 13 novembre 2018  | Saint Petersburg | Stati Uniti  | Mahaffey Theatre                      |